# Sea Bass Fishing
Sea Bass Fishing est un jeu vidéo de pêche, développé par A wave inc. et Able et édité par Sega, sorti en 1997 sur borne d'arcade (ST-V). Le jeu fut porté sur Saturn la même année.